# Leopoldo II (piroscafo)
Leopoldo II, insieme al Maria Antonietta, fu il primo piroscafo a vapore costruito in Italia nel cantiere Gustavo Capanna di Livorno nel 1835.
I due piroscafi, Leopoldo II e Maria Antonietta, facevano parte della prima compagnia di navigazione nata in Toscana: la "Compagnia Toscana di Navigazione a Vapore".
Inizialmente progettato per collegare Livorno con i porti dell'Oriente, il Leopoldo II, piroscafo a ruote di 150 cavalli vapore e scafo in legno, venne però infine utilizzato solo per il tragitto dai porti di Napoli e Marsiglia e sporadicamente anche nei porti di Genova e Civitavecchia.
I nomi dei principali comandanti del Leopoldo II conosciuti sono: Giovanni Marion, Giovanni Oliva e Pietro Galeazzi.